# Diadegma acutum
Diadegma acutum är en stekelart som först beskrevs av Henry Lorenz Viereck 1925.  Diadegma acutum ingår i släktet Diadegma och familjen brokparasitsteklar. Inga underarter finns listade i Catalogue of Life.